# Henrique Viana
Henrique Viana (Estrela, 29 de junho de 1936 — Coração de Jesus, 4 de julho de 2007) foi um actor português.

## Carreira
Originário do bairro da Madragoa e filho de uma varina, Henrique Viana frequentou a Escola Industrial Fonseca Benevides, tornando-se depois, sucessivamente, empregado de escritório e vendedor de eletrodomésticos, embora acalentasse o sonho de ser toureiro ou futebolista. Acabaria, no entanto, por se tornar ator.
Iniciou-se como amador na Sociedade de Instrução Guilherme Cossoul — de onde sairiam atores profissionais como Jacinto Ramos, Raúl Solnado, Varela Silva, José Viana. Aqui, com 23 anos, integrou o elenco da peça Amanhã há récita, de Varela Silva, juntamente com Luís Alberto, corria o ano de 1956, participando, depois em O Dia Seguinte, de Luiz Francisco Rebello, e em Catão, de Almeida Garrett.
Em 1959 matricula-se no Conservatório Nacional, cujo Curso de Teatro não concluirá por ser convidado a estrear-se como profissional na peça O Lugre, de Bernardo Santareno, com encenação de Pedro Lemos, no Teatro Nacional D. Maria II. É então que passa a integrar a prestigiada companhia de Amélia Rey Colaço e Robles Monteiro, sediada no Teatro Nacional. Em 1960, na mesma companhia, contracenava com Palmira Bastos em A visita da velha Senhora de Friedrich Durrenmatt, sob a direção de Luca de Tena.
Em 1962 é convidado para a Empresa de Teatros Vasco Morgado, estreando-se na alta comédia em Loucuras de papá e de mamã de Alfonso Paso, encenada por Manuel Santos Carvalho, no Teatro Avenida, em Lisboa.

### Cinema
Nesta altura, Henrique Viana estreia-se também no cinema sob a direcção de Pedro Martins, no filme Aqui Há Fantasmas (1963), o primeiro de uma longa lista de cerca de meia centena de títulos, tendo trabalhado com realizadores como Henrique Campos (1970 - O Destino Marca a Hora), João Botelho (1992 - No dia dos meus Anos; 1993 - Aqui na Terra), João César Monteiro (1989 - Recordações da Casa Amarela), Luís Filipe Rocha (1995 - Sinais de Fogo), José Fonseca e Costa (1987 - Balada da Praia dos Cães), João Mário Grilo (1992 - O Fim do Mundo), Margarida Gil, Fernando Matos Silva, Maria de Medeiros (2000 - Capitães de Abril) e Leonel Vieira em O Julgamento, seu último trabalho como actor.
Participou em vários filmes de Eduardo Geada, nomeadamente A Santa Aliança (1975-77), Uma Viagem na Nossa Terra (da série televisiva Lisboa Sociedade Anónima , 1982) e Saudades Para Dona Genciana (1983).

### Teatro de revista
Estreia-se no teatro de revista em 1967 - Sete Colinas de César de Oliveira, Rogério Bracinha e Paulo Fonseca, no Variedades. Foi co-fundador do Teatro do Nosso Tempo, onde protagonizou O Porteiro de Harold Pinter. Passou pelo Teatro da Estufa Fria, sendo que a partir de 1971 na companhia do Teatro Villaret, ao lado de Raúl Solnado alcança um dos seus maiores êxitos com O Vison Voador, de Ray Cooney. Permanece até 1973 nesta companhia, onde participa em várias peças sob a direcção de Paulo Renato e Adolfo Marsilach. Fez parte da fundação do Teatro Ádoque, participando nos espectáculos Pides na Grelha, CIA dos Cardeais, entre outras, estreando-se como autor neste teatro com Ó Calinas Cala a Boca (1977), em parceria com Ary dos Santos, Francisco Nicholson e Gonçalves Preto. Continua a trabalhar no teatro de revista no Teatro ABC com o empresário Sérgio de Azevedo. Seguidamente, interpretou O Tartufo de Molière, dirigido por Adolfo Marsilach; participou em Hedda Gabler, de Henrik Ibsen, com encenação de Carlos Quevedo.

### Televisão
Na televisão foi um dos actores mais requisitados a partir da década de 1980. Participou no telerromance Chuva na Areia (1985), de Luís Sttau Monteiro, contracenando, entre outros, com Rui Mendes, Virgílio Teixeira, Mariana Rey Monteiro, Alina Vaz, Manuela Maria, Laura Soveral e Natália Luiza. Sozinhos em Casa (1993), que protagonizava com Miguel Guilherme; Desencontros (1994); Os Imparáveis (1996); Ballet Rose (1997); Camilo na Prisão (1998), em que contracenava com Camilo de Oliveira; Esquadra de Polícia (1999); Alves dos Reis, Processo dos Távoras (2001); Inspector Max (2005); A Ferreirinha (2004); Bocage (2006); Morangos com açúcar de verão (2006) e Paixões Proibidas (2007) foram outras séries televisivas em que participou.
Em 2005, partiu com a equipa da RTP1 para o Brasil, para fazer o antagonista da série O Segredo, coproduzida com a Rede Bandeirantes.

### Filmografia
- Aqui Há Fantasmas (1964), realizado por Pedro Martins
- O Destino Marca a Hora (1970), realizado por Henrique Campos
- A Maluquinha de Arroios (1970), realizado por Henrique Campos
- Malteses, Burgueses e às Vezes (1974), realizado por Artur Semedo
- A Fuga (1976), realizado por Luís Filipe Rocha
- A Santa Aliança (1977), realizado por Eduardo Geada
- O Prisioneiro (1977), realizado por Sérgio Ferreira, curta-metragem
- Amor de Perdição (1979), realizado por Manoel de Oliveira
- A Carta Roubada (1981), realizado por Ruy Guerra, curta-metragem
- Antes a Sorte Que Tal Morte (1981), realizado por João Matos Silva
- A Vida É Bela?! (1982), realizado por Luís Galvão Teles
- Sem Sombra de Pecado (1983), realizado por José Fonseca e Costa
- Uma Viagem na Nossa Terra (1983), realizado por Eduardo Geada
- Saudades para Dona Genciana (1986), realizado por Eduardo Geada
- Um Adeus Português (1986), realizado por João Botelho
- Balada da Praia dos Cães (1987), realizado por José Fonseca e Costa
- Duma Vez por Todas (1987), realizado por Joaquim Leitão
- O Querido Lilás (1987), realizado por Artur Semedo
- Tempos Difíceis (1988), realizado por João Botelho
- O Sangue (1989), realizado por Pedro Costa
- Recordações da Casa Amarela (1989), realizado por João César Monteiro
- Segno di Fuoco (1990), realizado por Nino Bizzarri
- Um Crime de Luxo (1991), realizado por Artur Semedo
- Nuvem (1992), realizado por Ana Luísa Guimarães
- Adeus Princesa (1992), realizado por Jorge Paixão da Costa
- Rosa Negra (1992), realizado por Margarida Gil
- No Dia dos Meus Anos (1992), realizado por João Botelho
- Eternidade (1992), realizado por Quirino Simões
- Amor e Dedinhos de Pé (1992), realizado por Luís Filipe Rocha
- Vertigem (1992), realizado por Leandro Ferreira
- Viuvez Secreta (1992), realizado por Jorge Marecos Duarte, curta-metragem
- Requiem para um Narciso (1992), realizado por João Pedro Ruivo, curta-metragem
- Ladrão Que Rouba a Anão Tem Cem Anos de Prisão (1992), realizado por Jorge Paixão da Costa, curta-metragem
- O Fim do Mundo (1993), realizado por João Mário Grilo
- Aqui na Terra (1993), realizado por João Botelho
- Amok (1993), realizado por Joël Farges
- Sinais de Fogo (1995), realizado por Luís Filipe Rocha
- Les Bidochon (1996), realizado por Serge Korber
- Elles (1997), realizado por Luís Galvão Teles
- O Anjo da Guarda (1998), realizado por Margarida Gil
- Longe da Vista (1998), realizado por João Mário Grilo
- Capitães de Abril (2000), realizado por Maria de Medeiros
- 451 Forte (2000), realizado por João Mário Grilo
- A Bomba (2001), realizado por Leonel Vieira
- A Falha (2002), realizado por João Mário Grilo
- O Rapaz do Trapézio Voador (2002), realizado por Fernando Matos Silva
- Portugal S.A. (2004), realizado por Ruy Guerra
- Uma Noite ao Acaso (2005), realizado por Vítor Candeias, curta-metragem
- Julgamento (2007), realizado por Leonel Vieira

## Morte
Henrique Viana morreu em Lisboa, a 4 de Julho de 2007, no Hospital Santo António dos Capuchos, vítima de cancro.
O seu corpo foi cremado no Alto de São João.